# Archiearis contrasta
Archiearis contrasta là một loài bướm đêm trong họ Geometridae.